# George Hayes (hokejski sodnik)
George Hayes, kanadski hokejski sodnik, * 21. junij 1914, Montreal, QC, CAN, † 19. november 1987.
Hayes je bil dolgoletni linijski sodnik v ligi NHL.

## Kariera
Hayes je bil odličen športnik. Že zgodaj se je preusmeril v sojenje. Sprva je za malo denarja sodil v nižjih ligah, leta 1941 je sodil v ligi OHA. Pet let kasneje je že sodil v ligi AHL. Po koncu vojne so se vrnili bivši sodniki in si povrnili službe, zato se je Hayes moral za dve leti umakniti nazaj v ligo OHA. Izpustil je med drugim tudi Memorial Cup 1946. 15. aprila 1946 je predsednik lige NHL Red Dutton z njim podpisal pogodbo in mu ponudil mesto glavnega sodnika. Hayes je mesto sprejel, a se že po letu in pol prestavil na mesto linijskega sodnika, na katerem je bil prepoznaven.
Hayes je bil prvi linijski sodnik, ki je kolegu glavnemu sodniku vselej podal plošček v roke in ne vrgel ali zakotalil, kot je bila navada. Prav tako je bil prvi sodnik, ki je v karieri sodil na 1.000 tekmah. Slaven je postal tudi po svojih zvezkih, v katerih je hranil povzetke vseh tekem, ki jih je sodil. Izdatna zbirka je na koncu pristala v muzeju Hokejskega hrama slavnih lige NHL v Torontu. Znan je bil tudi kot človek, ki je često povzročal težave in je po tekmah na veliko pil. Liga ga je nekoč oglobila, ker se ni obril, enkrat drugič pa ga je kaznovala, ker je potoval v prvem razredu, stroški potovanja pa so padli na breme lige.
Leta 1959 je bil del evropske turneje z moštvoma New York Rangers in Boston Bruins. Ko je leta 1965 predsednik lige Clarence Campbell zaukazal, da morajo vsi sodniki opraviti očesne preiskave, ga je zavrnil in ni šel opravljat preiskave. Po tistem ni sodil nobene tekme več.
Med poletji je delal kot skavt moštva Cleveland Indians v Ontariu. 
Leta 1988 je bil posthumno sprejet v Hokejski hram slavnih lige NHL. Do smrti je bil sedemkrat nominirat za sprejetje v hram, zares je bil sprejet šele nekaj tednov po smrti.